# Lepthyphantes obtusicornis
Lepthyphantes obtusicornis là một loài nhện trong họ Linyphiidae.
Loài này thuộc chi Lepthyphantes. Lepthyphantes obtusicornis được Robert Bosmans miêu tả năm 1979.